# Sauris melanocera
Sauris melanocera är en fjärilsart som beskrevs av George Francis Hampson 1891. Sauris melanocera ingår i släktet Sauris och familjen mätare. Inga underarter finns listade.